# 高橋正 (銀行家)
高橋 正（たかはし しょう、1938年12月25日 -  2022年5月28日）は、日本の経営者。広島銀行頭取を務めた。

## 来歴・人物
広島県出身。1967年に早稲田大学法学部を卒業し、同年に広島銀行に入行した。1991年9月に取締役に就任し、1993年6月に常務、1996年6月に専務を経て、1998年6月に副頭取に就任し、2000年6月には頭取に昇格。2006年6月に会長に就任し、2012年6月には特別顧問に就任。
2013年4月に旭日中綬章を受章。
2022年5月28日、病気のために死去。83歳没。